# Siatka modułowa
Siatka modułowa – siatka, konstrukcja modułowa lub grid (ang. grid – krata, siatka, układ linii) – narzędzie i technika wykorzystywane w projektowaniu publikacji drukowanych i internetowych (projektowanie gridowe, projektowanie modułowe). System linii ułatwiających pozycjonowanie elementów graficznych i tekstowych.
Jest to wykorzystywana w projektowaniu publikacji struktura (zwykle dwuwymiarowa) składająca się z szeregu przecinających się prostych (pionowe, poziome, kątowe) lub krzywych, tworzących linie pomocnicze (prowadnice). Linie te dzielą daną przestrzeń na moduły. Grid tworzy ramy, których używa projektant organizując określone elementy graficzne (zdjęcia, glify, akapity itd.). 

## Geneza
Choć pojęciem tym nie posługiwano się do połowy XX w., siatkę modułową wykorzystywano od wieków. Jej genezy można poszukiwać w tzw. kanonie Villarda i kanonie późnośredniowiecznym.

## Zastosowanie
Większość współczesnej typografii opiera się na siatkach modułowych. Są one tworzone "na podstawie złotego podziału, ciągów Fibbonaciego, Lucasa, Renarda, systemu Modulor Le Corbusiera lub innego dowolnie wybranego systemu. Podstawę siatki modułowej w gazetach i czasopismach, zarówno w postaci poligraficznej, jak i cyfrowej, stanowi pionowy podział kolumny na łamy i na średnią szerokość liter oraz poziomy podział według interlinii pisma podstawowego i linii trasowania. Powstały w ten sposób system pionowych i poziomych linii tworzy modułowe podziały, umożliwiające spójne, racjonalne, logiczne i komunikatywne uporządkowanie materiału typograficznego oraz ilustracyjnego".
Wykorzystanie gridu jest "sposobem nadania wizualnej hierarchii" drogą odpowiedniego "ustawienia składników informacyjnych".
Siatka modułowa może być wykorzystywana do organizowania elementów w stosunku do strony, w stosunku do innych elementów na stronie, bądź w stosunku do innych części tego samego elementu.
Jest często stosowana do „wyodrębniania i wyróżniania zawartości informacyjnej”. Pełni funkcję typograficznego „metrum, które wyznacza wielkość i pozycję poszczególnych elementów”. Wykorzystanie gridu pełni zarówno funkcje estetyczne, jak i psychologiczne i funkcjonalne.

## Znani przedstawiciele projektowania gridowego
Grid wykorzystywali m.in. następujący projektanci: Paul Rand, Otl Aicher, Massimo Vignelli, Alan Fletcher, Josef Müller-Brockmann (autor „Filozofii siatki w projektowaniu”) i Willem Hendrik „Wim” Crouwel. Ten ostatni, twórca New Alphabet, w związku ze swoim zamiłowaniem do siatek modułowych nazywany był Panem Gridnikiem (Mr. Gridnik).